# La Famiglia Rossi
La Famiglia Rossi è un gruppo ska italiano formato nel 1994 a Bergamo.

## Storia
Nato da un'idea di Vito e Carlo Rossi, il gruppo propone un repertorio musicale ispirato allo ska, al folk e al rock. I loro testi sono spesso irriverenti ma anche impegnati politicamente e socialmente.
Hanno iniziato a godere di una certa notorietà a partire dal 1995, quando furono scelti tra le migliori 12 band italiane per partecipare al festival Arezzo Wave. Il gruppo ha collaborato inoltre con il comico Paolo Rossi nel 1997, durante uno spettacolo presso lo Zelig di Milano.
Nel novembre 2003 il gruppo ha partecipato al concerto organizzato da Radio Popolare di Milano con Michael Franti e Tonino Carotone.
Nel 2010 sono stati pubblicati sul sito web della band due nuovi singoli inediti, W l'Italia e Schiaccialo!.

## Formazione
- Paolo Rossi - sax, coro
- Marcello Rossi - batteria, coro
- Vito Rossi - voce, chitarra
- Carlo Rossi - chitarra, voce
- Leo Rossi - basso, coro

## Discografia

### Album
- 1995 - Il gioco è bello quando è bello
- 1998 - Fiato alle trombe
- 2001 - Lillipuziani!
- 2003 - Discorsi da bar
- 2007 - La Famiglia Rossi vs tutti
- 2011 - Battiti - Della Famiglia Rossi non si butta niente

### Singoli
- 2010 - W l'Italia
- 2010 - Schiaccialo!
- 2011 - Battiti - Della Famiglia Rossi non si butta niente